# Piłka ręczna na Igrzyskach Ameryki Środkowej i Karaibów 2002
Turnieje piłki ręcznej na XIX Igrzyskach Ameryki Środkowej i Karaibów odbyły się w Santo Domingo na Dominikanie, pomimo iż gospodarzem igrzysk był San Salvador.
Był to drugi turniej w historii tej imprezy.

## Podsumowanie

### Klasyfikacja medalowa
| Klasyfikacja medalowa | Klasyfikacja medalowa | Klasyfikacja medalowa | Klasyfikacja medalowa | Klasyfikacja medalowa | Klasyfikacja medalowa |
| Miejsce               | Reprezentacja         | Złoto                 | Srebro                | Brąz                  | Razem                 |
| --------------------- | --------------------- | --------------------- | --------------------- | --------------------- | --------------------- |
| 1                     | Dominikana            | 2                     | 0                     | 0                     | 2                     |
| 2                     | Meksyk                | 0                     | 1                     | 1                     | 2                     |
| 2                     | Portoryko             | 0                     | 1                     | 1                     | 2                     |
| Razem                 | Razem                 | 2                     | 2                     | 2                     | 6                     |

### Medaliści
| Konkurencja | 1. miejsce | 2. miejsce | 3. miejsce |
| ----------- | --- | --- | --- |
| Mężczyźni   | Dominikana | Portoryko | Meksyk |
| Mężczyźni   | Juan Tapia Kellvin de León Leonis de León Antonio Sosa Luis Taveras Ángel Sepúlveda Luis Montero Junior Brito Carlos Correa Willyvaldo Paulino Pablo Jacobo Luis Sanlate Marcos Benítez                    | Félix González Isael Santos José Díaz Carlos Rivera Alberto Pizarro Héctor Villanueva Enrique Pérez Ángel Soya Luis Vargas Rafael Cepeda Edgardo Vélez Rafael Báez Juan Cepeda                                | José Santos Raúl Carpoforo Jorge González Alberto González Ángel Rojas Vicente Pérez Luis Stoopen Edson Rascón Julio Camarillo Rodrigo Domínguez Arturo Rodríguez Radamés Solís Alejandro Almaraz Juan Esteva |
| Kobiety     | Dominikana | Meksyk | Portoryko |
| Kobiety     | Rafaela Rodríguez Ofelia Vázquez Crisleidy Hernández Sención López Ingris Merceds Franni Cabrera Indiana Mateo Nancy Peña Carolin Díaz Viviana Brito Cruz Santana Milsia Ureña Glenis Sosa Yudelkis Acosta | Teresa Hernández Adda Alanis Dorian Avelar Axochiti Bustos Yuria Serna Adriana Flores Adriana García Herenia Gutiérrez Virginia Esquivel Blanca Guzmán Perla Salinas Berenice Esquivel María Lara Mónica Piña | Aria del Serrano Sally Kirkland Suzette Rivera María del Rosado Dayna Milete Minerva Rodríguez Leichelie Guzmán María Díaz Zoraida Rosario Michelle Benítez Joanne Ortiz Graciela Villegas Cristal Escalera   |